# Vince Spadea
Vincent Spadea, Vince Spadea (ur. 19 lipca 1974 w Chicago) – amerykański tenisista, reprezentant w Pucharze Davisa, olimpijczyk.

## Kariera tenisowa
Startując jeszcze w turniejach juniorów wygrał w 1992 roku Orange Bowl, a rok zakończył na 4. miejscu w klasyfikacji juniorów.
Jako zawodowy tenisista Spadea występował w latach 1993–2011.
W grze pojedynczej zwyciężył w 1 turnieju rangi ATP World Tour i uczestniczył w 4 finałach. W zawodach wielkoszlemowych najdalej doszedł w 1999 roku podczas Australian Open, ponosząc porażkę w ćwierćfinale z Tommym Haasem.
W grze podwójnej triumfował w 3 turniejach kategorii ATP World Tour, a w dalszych 2 przegrywał w finale.
W 2000 roku miał miejsce jedyny występ Amerykanina w reprezentacji Stanów Zjednoczonych w Pucharze Davisa. Zagrał singlowy pojedynek z reprezentującym Hiszpanię Juanem Carlosem Ferrero przegrywając 1:2 w setach.
W 2000 i 2004 roku Spadea uczestniczył w igrzyskach olimpijskich. W Sydney odpadł w I rundzie pokonany przez Patricka Raftera, a w Atenach w II rundzie wyeliminowany przez Nicolása Massú.
W rankingu gry pojedynczej Spadea najwyżej był na 18. miejscu (28 lutego 2005), a w klasyfikacji gry podwójnej na 90. pozycji (12 czerwca 2006).

### Finały w turniejach ATP World Tour
| Nazwa                                                    |
| -------------------------------------------------------- |
| Wielki Szlem                                             |
| Igrzyska olimpijskie                                     |
| ATP World Tour World Championships / Tennis Masters Cup  |
| ATP Super 9 / ATP Masters Series                         |
| ATP Championships Series / ATP International Series Gold |
| ATP World Series / ATP International Series              |

#### Gra pojedyncza (1–4)
| Końcowy wynik | Nr | Data             | Turniej      | Nawierzchnia | Przeciwnik       | Wynik finału     |
| ------------- | -- | ---------------- | ------------ | ------------ | ---------------- | ---------------- |
| Finalista     | 1. | 24 maja 1998     | Sankt Pölten | Ceglana      | Marcelo Ríos     | 2:6, 0:6         |
| Finalista     | 2. | 22 sierpnia 1999 | Indianapolis | Twarda       | Nicolás Lapentti | 6:4, 4:6, 4:6    |
| Zwycięzca     | 1. | 7 marca 2004     | Scottsdale   | Twarda       | Nicolas Kiefer   | 7:5, 6:7(5), 6:3 |
| Finalista     | 3. | 19 września 2004 | Delray Beach | Twarda       | Ricardo Mello    | 6:7(2), 3:6      |
| Finalista     | 4. | 10 lipca 2005    | Newport      | Trawiasta    | Greg Rusedski    | 6:7(3), 6:2, 4:6 |

#### Gra podwójna (3–2)
| Końcowy wynik | Nr | Data              | Turniej       | Nawierzchnia | Partner              | Przeciwnicy                   | Wynik finału  |
| ------------- | -- | ----------------- | ------------- | ------------ | -------------------- | ----------------------------- | ------------- |
| Finalista     | 1. | 28 maja 1995      | Bolonia       | Ceglana      | Libor Pimek          | Byron Black Jonathan Stark    | 5:7, 3:6      |
| Zwycięzca     | 1. | 12 listopada 1995 | Buenos Aires  | Ceglana      | Christo Van Rensburg | Jiří Novák David Rikl         | 6:3, 6:3      |
| Zwycięzca     | 2. | 27 kwietnia 1997  | Orlando       | Ceglana      | Mark Merklein        | Alex O’Brien Jeff Salzenstein | 6:4, 4:6, 6:4 |
| Zwycięzca     | 3. | 14 września 1997  | Taszkent      | Twarda       | Vincenzo Santopadre  | Hiszam Arazi Ejal Ran         | 6:4, 6:7, 6:0 |
| Finalista     | 2. | 10 maja 1998      | Coral Springs | Ceglana      | Mark Merklein        | Grant Stafford Kevin Ullyett  | 5:7, 4:6      |